# Komórki albuminowe
Komórki albuminowe (komórki białkowe) – w łyku nagozalążkowych, odpowiedniki komórek przyrurkowych, nie mają wspólnego pochodzenia z komórkami sitowymi, wspomagają dostarczając substancji odżywczych.